# Hoolock tianxing
Hoolock tianxing — вид приматів з роду Hoolock родини Гібонові. Етимологія: кит.: 天; піньїнь: tiān; літ.: 'небо', кит.: 行; піньїнь: xíng; літ.: 'ходити'.

## Поширення
Вид мешкає в тропічних лісах провінції Юньнань на південному заході Китаю і, можливо, також у непорушених лісах М'янми між річками Чиндуїн і Іраваді. Новоописаний вид класифікується як такий, що знаходиться під загрозою.

## Відносна морфологія
Відрізняється від інших описаних видів Hoolock поєднанням зовнішніх і зубних характеристик. У самців волосяний покрив черева бурий, нагадує Hoolock leuconedys, але відрізняється від Hoolock hoolock. Брови є відносно тоншими, ніж у H. hoolock і H. leuconedys і добре розділені, на відміну від H. hoolock, в якого є тільки вузька щілина між бровами. Біле волосся відсутнє в суборбітальний області, на відміну від H. leuconedys. Бороди самців чорного або коричневого кольору, що відрізняються за кольором від H. leuconedys з їх білуватими або жовтувато-бурими бородами, і не так видні, як у H. hoolock. Чорний, коричневий або сіруватий пучок волосся в області статевих органів у самців відрізняється за кольором від H. leuconedys, в яких він білий або сріблястий. Лицеві кільця у самиць є неповними, на відміну від H. hoolock і H. leuconedys. Контур нижніх Р4 має овальну форму, що робить його відмінним від H. leuconedys і особин H. hoolock з М'янми і більше схожий на H. hoolock з Ассама.